# Ли Сон Гым
Ли Сон Гым (кор. 리성금, родилась 17 октября 1997) — северокорейская тяжелоатлетка, чемпионка мира 2024 года, бронзовый призёр чемпионата мира 2019 года, призёр чемпионата Азии, чемпионка мира в толкании штанги 2015 года, чемпионка Универсиады-2017. Выступает в весовой категории до 48 килограммов.

## Биография
Ли Сон Гым учится в Корейском университете физической культуры и спорта в Пхеньяне.

## Карьера
Тяжелоатлетка участвовала в чемпионате мира в Хьюстоне, где в рывке заняла восьмое место с результатом 81 килограмм, а в толчке стала обладателем малой золотой медали, подняв штангу массой 110 килограммов. В сумме (191 килограмм) стала четвёртой.
20 августа 2017 года стала чемпионкой Универсиады в Тайбэй Сити, установив рекорд соревнований. В сумме Ли удалось поднять 193 килограмма (86 в рывке и 107 в толчке).
На предолимпийском чемпионате мира 2019 года, который проходил в Таиланде, корейская спортсменка завоевала бронзовую медаль в весовой категории до 49 кг. Общий вес на штанге 204 кг. В упражнении рывок она стала третьей (89 кг), в толкании завоевала малую бронзовую медаль (115 кг).
В 2024 году на чемпионате мира в Бахрейне, в весовой категории до 49 кг, с результатом 213 кг по сумме двух упражнений корейская спортсменка стала чемпионкой мира. В толчке она также выиграла малую золотую медаль (122 кг), в рывке была второй (91 кг).